# 拉多 (吉伦特省)
拉多（法語：Ladaux）是法国吉伦特省的一个市镇，属于朗贡区（Langon）塔尔贡县（Targon）。该市镇总面积4.29平方公里，2009年时的人口为204人。

## 人口
拉多人口变化图示